# Stegotetrabelodon
Stegotetrabelodon ist eine ausgestorbene Rüsseltiergattung, die im späten Miozän bis ins frühe Pliozän vor 7,5 bis 4,5 Millionen Jahren in Europa (z. B. Italien), Vorderasien und Afrika lebte. Er gehört zu den frühesten Vertretern der Familie der Elephantidae und ist durch das Vorhandensein von Stoßzähnen im Ober- und Unterkiefer gekennzeichnet.

## Merkmale

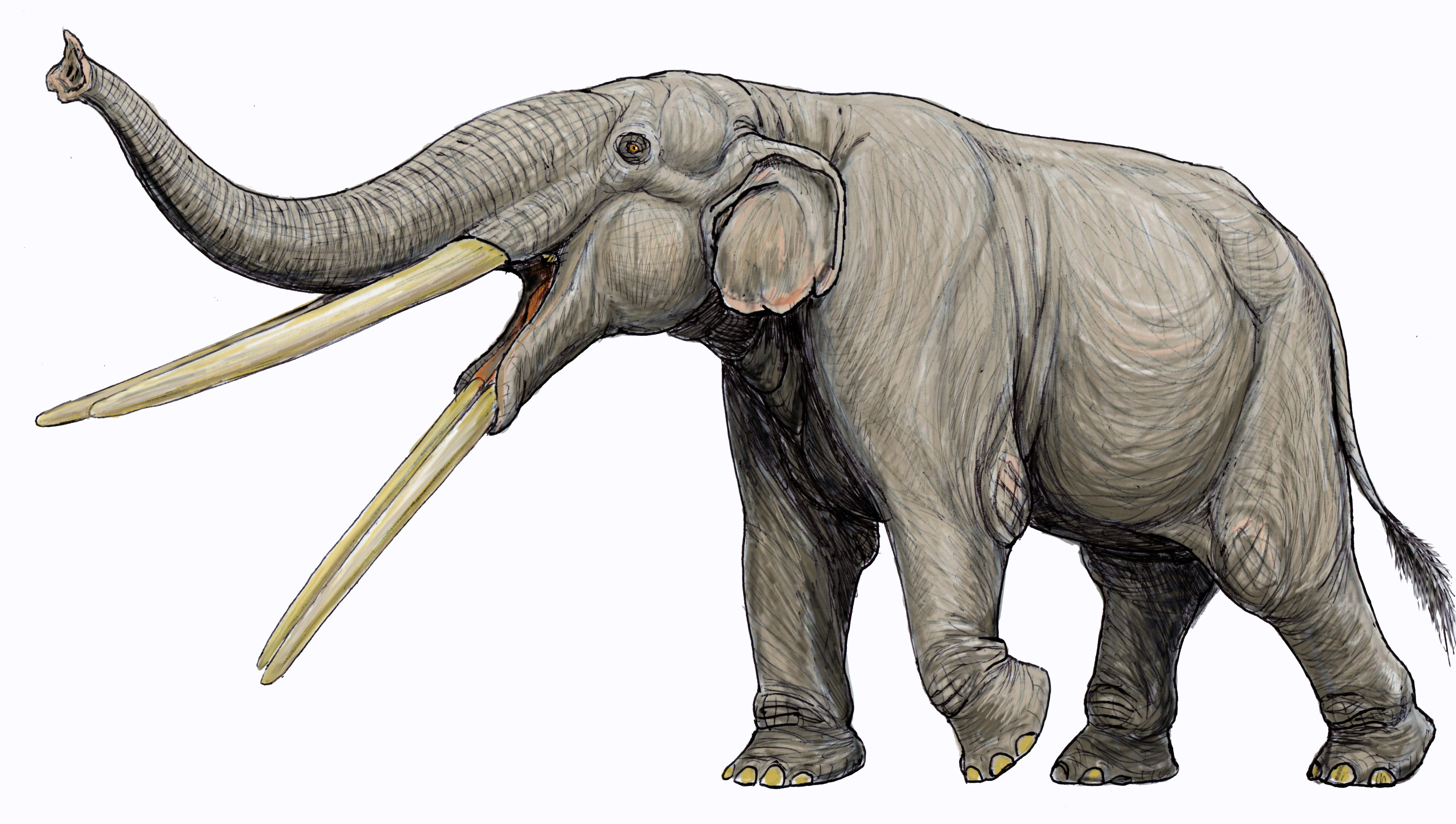
Lebendrekonstruktion von S. syrticus

Stegotetrabelodon stellt einen großen Vertreter der Rüsseltiere dar. Einzelne aufgefundene postcraniale Skelettelemente lassen eine elefantenähnliche Gestalt vermuten. Anhand eines bis zu 142 cm langen Oberschenkelknochens kann eine Schulterhöhe von 370 cm und ein Gewicht von 10 bis 11 t rekonstruiert werden. Einem bisher einzelnen, zerquetschten Schädel zufolge besaßen die Tiere sowohl im oberen als auch in der unteren Gebiss Stoßzähne. Jene der oberen Gebisshälfte waren leicht nach oben gebogen und bis zu 280 cm lang bei rund 14 cm Durchmesser, ihnen fehlte der Zahnschmelz. Die des Unterkiefers standen eng beieinander und waren mit bis zu 220 cm ebenfalls lang, aber gerade geformt, sie ragten etwa zur Hälfte aus den Alveolen hervor. Zusätzlich waren sie seitlich verschmälert, so dass sie einen ovalen Querschnitt mit maximal 10 und minimal 7 cm Durchmesser aufwiesen. Aufgrund der unterschiedlichen Größenausprägung betrug das Gewicht der einzelnen oberen Stoßzähne vermutlich rund  43 kg, das der unteren etwa 13 kg. Der Unterkiefer war weiterhin relativ schlank, besaß jedoch eine kräftige, ausgedehnte und abwärts gerichtete Symphyse. Das Gebiss von Stegotetrabelodon besaß folgende Zahnformel: {\displaystyle {\frac {1.0.2.3}{1.0.2.3}}}. Die Backenzähne wiesen bereits die für die echten Elefanten typische Lamellenstruktur auf, die einzelnen Lamellen waren aber noch teilweise deutlich zweigeteilt in einen inneren und äußeren Schmelzfaltenteil. Sie gaben der Kaufläche ein höckriges (bunodontes) Aussehen, das ein wenig an das der Gomphotherien erinnerte. Im Gegensatz zum verwandten Tetralophodon gab es aber schon deutliche Hinweise auf das Verwachsen dieser Lamellenteile, was vor allem am letzten Molar deutlich zum Vorschein trat. Auch die Breite der Schmelzfalten war sehr groß. Weiterhin besaßen die Molaren einen hohen Zahnzementanteil. Der erste und zweite Molar wiesen typischerweise vier, der letzte sieben oder mehr Schmelzfalten auf. Dieser war mit einer Länge von bis zu 32 cm auch der größte Backenzahn im Gebiss. Im weiteren Körperbau glich die Gattung bereits stark den heutigen Elefanten. Zuzüglich zu den drei Molaren des Dauergebisses kamen noch zwei permanente Prämolaren vor, die rechteckig in der Gestalt waren und zwei Lamellen besaßen.

## Fossilfunde
Funde von Stegotetrabelodon sind auf Afrika und das westliche Eurasien beschränkt. Die ältesten Funde sind bisher aus Uganda aus der Oluka-Formation bekannt. Umfangreiches Fossilmaterial liegt aus Lothagam in Kenia vor. Alte Funde aus Europa sind mit einem Unterkiefer Cessanity in Italien belegt, er gehört einem der nördlichsten Vertreter an. Darüber hinaus wurden Fossilien auch von der Arabischen Halbinsel beschrieben, etwa aus der Baynunah-Formation in Abu Dhabi. Diese bestehen vor allem aus einzelnen Zähnen, hinzu kommen einige wenige Elemente des Körperskelettes. Hervorzuheben sind zusätzlich Spurenfossilien aus der Gesteinseinheit, die mehrere ausgewachsene Individuen und Jungtiere einschließen.

## Paläobiologie
Trotz der niederkronigen Backenzähne verweist ihre Lamellenstruktur auf eine überwiegend grashaltige Ernährung, was auch durch Isotopenanalysen bestätigt wird. Dies ist kongruent zu einer stärkeren Saisonalisierung des Jahreszyklus verbunden mit Austrocknung und Ausbreitung offener Landschaften zum Ende des Miozäns hin.

## Systematik
Mit seinen typisch lamellierten Backenzähnen gehört Stegotetrabelodon zur Familie der Elephantidae, die neben den Stegodonten das stammesgeschichtlich jüngste Glied der Überfamilie Elephantoidea innerhalb der Rüsseltiere bildet. Allerdings wurde ursprünglich auch eine Zuweisung innerhalb der Überfamilie Gomphotherioidea in Betracht gezogen. Unter den Elefanten stellt er aufgrund seines Zahnbaus einen eher urtümlichen Vertreter und steht außerhalb der Unterfamilie Elephantinae, der die heute lebenden Elefanten angehören. Als nächster Verwandter wird teilweise Stegodibelodon angesehen, von dem aber nur wenige Funde bekannt sind. Andere sehen Stegodibelodon eher innerhalb der Elephantinae.
Innerhalb von Stegotetrabelodon werden zwei Arten anerkannt:
- S. emiratus Sanders 2022
- S. syrticus Petrocchi 1941

Gelegentlich wird auch S. lybicus, 1943 ebenfalls von Carlo Petrocchi eingeführt, als eigenständig betrachtet. In Diskussion ist darüber hinaus die Eigenständigkeit von S. orbus, das 1970 von Vincent J. Maglio anhand eines Unterkiefers aus Lothagam in Kenia etabliert worden war, häufig gilt es aber als synonym zu S. syrticus. Die Form weist nur wenige Unterschiede zu S. syrticus auf, etwa eine geringere Körpergröße, kürzere Unterkieferstoßzähne und eine etwas anders geartete Symphyse. Eine möglicherweise neue Art wurde mit S. sp. aus Uganda angenommen. Weitere ursprünglich beschriebene Arten wie S. lehmani oder S. maluvalensis werden heute eher zu Tetralophodon oder Stegolophodon gestellt, während das als "Mastodon" grandincisivum beschriebene und teils zu Stegotetrabelodon gestellte Rüsseltier eher in die nähere Verwandtschaft zu Amebelodon gehört. Ebenso sind die zahlreichen, aus China beschriebenen vermeintlichen Stegotetrabelodon-Fossilien ebenfalls stammesgeschichtlich älteren Rüsseltieren zuzuweisen.
Der Ursprung von Stegotetrabelodon liegt höchstwahrscheinlich  im zentralen  Afrika und datiert  ins späte Miozän vor mehr als sieben Millionen Jahren. Als Vorgängerform ist möglicherweise Tetralophodon anzusehen. Vor knapp sieben Millionen Jahren ist die Rüsseltierart dann auch in Europa und im westlichen Asien nachgewiesen. Ihr letztes Auftreten hatte sie im frühen Pliozän vor rund 4,5 Millionen Jahren in Nordafrika.